# Ian Fleming (químic)
|  | Per a altres significats, vegeu «Fleming». |

Ian Fleming (1935 - present) és un químic orgànic anglès, professor emèrit de la Universitat de Cambridge. Va ser el primer a determinar l'estructura completa de la clorofil·la (el 1967), i va estar involucrat en el desenvolupament de la síntesi de Cianocobalamina per Robert Burns Woodward. Ell ha fet grans contribucions a la utilització de compostos de Organosilicona estereospecific de síntesi; reaccions que han trobat aplicació en la síntesi de compostos naturals. És també un prolífic autor, i ha escrit una sèrie de llibres de text, enciclopèdia capítols i influents articles de revisió.
Ian Fleming va néixer a Staffordshire i es va criar a Stourbridge, Worcestershire. Va rebre un B.A. el 1959 i un doctorat el 1962. Els seus estudis post-doctorals els va fer a la Universitat Harvard en la síntesi de la vitamina B12. Ha fet avenços en el tema de l'Estereoquímica, el desenvolupament de noves reaccions sintètiques. També ha estat pioner en les aplicacions de la química de Organosilicona per síntesi orgànica, especialment per a la producció de molècules quirals.
El professor Fleming té una àmplia llista de publicacions, incloses les contribucions completes a l'enciclopèdia de química "la Química Orgànica", i articles molt influents de revisió. També ha escrit llibres de text de pregrau populars sobre mètodes espectroscòpics determinació de l'estructura, síntesi orgànica, i les aplicacions de la teoria orbital frontera als problemes en la química orgànica.